# Doggystyle (musikalbum)
Doggystyle är rapparen Snoop Doggy Doggs debutalbum, utgivet 1993. Det blev etta på Billboard 200. albumet sålde över 802 000 kopior efter första veckan.

## Låtlista
| Nr | Titel                                                 | Producent(er)          | gäst(erna)                                     |
| -- | ----------------------------------------------------- | ---------------------- | ---------------------------------------------- |
| 1  | "Bathtub (Skit)"                                      | Dr. Dre                | Warren G                                       |
| 2  | "G Funk Intro"                                        | Dr. Dre                | The Lady of Rage, Dr. Dre, George Clinton      |
| 3  | "Gin and Juice"                                       | Dr. Dre                | Daz Dillinger                                  |
| 4  | "W Balls (Interlude)"                                 | Dr. Dre                | Queen of Funk, Ricky Harris                    |
| 5  | "Tha Shiznit"                                         | Dr. Dre                |                                                |
| 6  | "Domino Intro (Interlude)"                            | Dr. Dre                | Daz Dillinger, Dr. Dre                         |
| 7  | "Lodi Dodi"                                           | Dr. Dre                | Nancy Fletcher                                 |
| 8  | "Murder Was the Case (DeathAfterVisualizingEternity)" | Dr. Dre                | Daz Dillinger                                  |
| 9  | "Serial Killa"                                        | Dr. Dre, Daz Dillinger | Tha Dogg Pound, RBX, The D.O.C.                |
| 10 | "Who Am I (What's My Name)?"                          | Dr. Dre                | Dr. Dre (very briefly), Jewell                 |
| 11 | "For All My Niggaz & Bitches"                         | Dr. Dre, Daz Dillinger | Tha Dogg Pound, The Lady of Rage, Lil 1/2 Dead |
| 12 | "Ain't No Fun (If the Homies Can't Have None)"        | Dr. Dre                | 213 featuring Kurupt                           |
| 13 | "Chronic Relief Intro (Interlude)"                    | Dr. Dre                |                                                |
| 14 | "Doggy Dogg World"                                    | Dr. Dre                | Tha Dogg Pound, The Dramatics                  |
| 15 | "Class Room Intro (Interlude)"                        | Dr. Dre                |                                                |
| 16 | "Gz and Hustlas"                                      | Dr. Dre                | Nancy Fletcher                                 |
| 17 | "Checkin' (Interlude)"                                | Dr. Dre                | Sam Sneed                                      |
| 18 | "Gz Up, Hoes Down"                                    | Dr. Dre                | Nate Dogg                                      |
| 19 | "Pump Pump"                                           | Dr. Dre                | Mr. Malik, Lil 1/2 Dead                        |

## Singlarna
"Gin and Juice"
| Lista                                             | positions |
| ------------------------------------------------- | --------- |
| U.S. Billboard Hot 100                            | 8         |
| U.S. Billboard Hot Rap Singles                    | 1         |
| U.S. Billboard R&B Singles                        | 13        |
| U.S. Billboard Rhythmic Top 40                    | 5         |
| U.S. Billboard Hot Dance Music/Maxi-Singles Sales | 1         |
| UK Singles Chart                                  | 39        |

"Lodi Dodi"
| Lista          | position |
| -------------- | -------- |
| Rhytmic Top 40 | 34       |

"Who Am I? (What's My Name)?"
| Lista                            | position |
| -------------------------------- | -------- |
| Rhytmic Top 40                   | 12       |
| Hot Rap Singles                  | 1        |
| Hot Dance Music/Club Play        | 43       |
| Hot R&B/Hip-Hop Singles & Tracks | 8        |
| Billboard Hot 100                | 8        |

"Doggy Dogg World"
| Lista                          | position |
| ------------------------------ | -------- |
| U.S. Billboard Rhythmic Top 40 | 19       |